# 比安维尔国家森林
比安维尔国家森林（英語：Bienville National Forest）是美国的一处国家森林，1936年6月15日建立，位处密西西比州，占地面积约178,541英畝（722.53平方），最近的城市为杰克逊市。该森林得名于让-巴蒂斯特·勒穆瓦纳·徳·比安维尔，法属路易斯安那的官员。